# Kommission für Mundart- und Namenforschung Westfalens
Die Kommission für Mundart- und Namenforschung Westfalens (KoMuNa) ist ein wissenschaftliches Gremium des Landschaftsverbands Westfalen-Lippe (LWL). Sie ist neben der Literaturkommission für Westfalen, der Altertumskommission für Westfalen, der Geographischen Kommission für Westfalen, der Historischen Kommission für Westfalen und der Kommission Alltagskulturforschung für Westfalen eine von sechs wissenschaftlichen Kommissionen für Landeskunde des LWL.
Die 1972 gegründete Kommission für Mundart- und Namenforschung hat die Aufgabe, die sprachwissenschaftliche Erforschung Westfalens durch Untersuchungen, Publikationen und Sammlungen zu fördern. Zur Umsetzung ihrer Aufgaben dient eine Arbeits- und Forschungsstelle, die zahlreiche Publikationen herausgibt, Tagungen und Vorträge organisiert und ein stetig wachsendes Internetportal zur westfälischen Sprachforschung anbietet. Die KoMuNa hat derzeit 53 gewählte Mitglieder.

## Geschichte
Ausgangspunkt der Einrichtung war die Gründung des „Westfälischen Provinzialwörterbuchs“ (heute „Westfälisches Wörterbuch“) im Jahr 1927 durch die damalige Provinzverwaltung. Zur institutionellen Absicherung des Wörterbuchs wurde ein Jahr später die Volkskundliche Kommission für Westfalen ins Leben gerufen, die sich später in die „Abteilung Volkskunde“ und die „Abteilung Mundart- und Namenforschung“ aufgliederte. Aufgrund der Erweiterung der Aufgabenstellungen und Projekte sowie der differenzierten fachspezifischen Entwicklung innerhalb der Volkskunde und der Sprachwissenschaft wurden beide Abteilungen 1972 zu eigenständigen Kommissionen ernannt.
Die KoMuNa arbeitet eng mit dem Germanistischen Institut der Westfälischen Wilhelms-Universität Münster zusammen. In der Geschäftsstelle der KoMuNa sind zurzeit drei wissenschaftliche Referenten und Referentinnen, eine wissenschaftliche Volontärin, eine Verwaltungsangestellte und fünf studentische Volontäre und Volontärinnen beschäftigt. Jahresberichte mit aktuellen Informationen über Publikationen und Veranstaltungen der KoMuNa erscheinen in „Westfälische Forschungen. Zeitschrift des LWL-Instituts für westfälische Regionalgeschichte“.
Anlässlich ihres 50-jährigen Jubiläums im Jahr 2022 veröffentlichte die Kommission für Mundart- und Namenforschung die Festschrift „Regionale Sprachforschung“ mit zehn Beiträgen und zwei Interview, die Einblicke in die Geschichte der Kommission und ihre Forschungsprojekte geben. Der Film „Langs den Patt“ ist ebenfalls im Kontext des Kommissions-Jubiläums entstanden.

## Vorsitzende
Vorsitzende seit Gründung der Kommission:
- 1972–1999 Jan Goossens
- 1999–2014 Jürgen Macha
- 2014–2017 Hermann Niebaum[4]
- 2017–2020 Helmut H. Spiekermann
- Seit 2020 Antje Dammel

## Hauptprojekte der Arbeitsstelle

### Westfälisches Wörterbuch
Das Westfälische Wörterbuch dokumentiert den Wortschatz der niederdeutschen Dialekte in Westfalen-Lippe und steht in der Reihe der 21 großlandschaftlichen deutschen Dialektwörterbücher. Das Wörterbuch basiert auf einem Archivbestand von mehr als 1,35 Millionen Belegzetteln, der durch mündliche und schriftliche Befragungen, durch Material ehrenamtlicher Mitarbeiter sowie durch viele andere Quellen zustande gekommen ist. Erarbeitet wurden die fünf Bände von 1973 bis 2021. Seit 2023 ist das Westfälische Wörterbuch im Wörterbuchnetz online zu lesen.

### PALAVA
Die Sprach-App PALAVA ist gemeinsam mit dem LVR-Institut für Landeskunde und Regionalgeschichte entwickelt worden. Sie hat das Ziel, die Ausprägungen und regionalen Unterschiede der aktuellen Umgangssprachen in Nordrhein-Westfalen aufzuzeichnen und für Auswertungen zur Verfügung zu stellen. Im Juni 2023 ging die App mit den ersten 90 Fragen online. In regelmäßigen Abständen werden in der App Auswertungen der Daten in Form von Sprachkarten und -kommentaren veröffentlicht. Seit dem Start der App wurden über 460.000 Antworten von knapp 15.500 Nutzern und Nutzerinnen registriert (Stand 2024).

### Internetportal Familiennamengeografie
Das Internetportal Familiennamengeografie steht seit August 2006 zur Verfügung. Es beruht auf Telefonanschlussdaten der Deutschen Telekom aus dem Jahr 2005. Der Benutzer kann sich die räumliche Verbreitung von Familiennamen in Westfalen-Lippe kartografisch oder tabellarisch anzeigen lassen. Das Internetportal Familiennamengeographie ist wegen der Sicherheitslücke log4shell derzeit offline (Stand: Dezember 2023).

### Interaktiver Sprachatlas
Der „Interaktive Sprachatlas des westfälischen Platt“ – kurz ISA – ist seit 2015 online. Der Interaktive Sprachatlas besteht aus 52 Karten und ermöglicht dem Nutzer, die Mannigfaltigkeit der westfälischen Mundarten zu entdecken. Die Kartenansicht lässt sich individuell einstellen. Außerdem sind mit den Karten Tonaufnahmen aus 84 Orten verknüpft.

### Westfälischer Flurnamenatlas
Auf der Grundlage des Westfälischen Flurnamenarchivs mit seinen ca. 650.000 Belegeinheiten ist der Westfälische Flurnamenatlas erstellt worden. Das Archiv besteht aus zahlreichen gedruckten und handschriftlichen Sammlungen sowie aus Belegen der Katastervermessungen des 19. Jahrhunderts. Das Material ist in den 1980er Jahren zu einer Flurnamen-Datenbank zusammengefügt worden. 2000 bis 2012 ist der Atlas in fünf Lieferungen mit 414 Karten und 171 Kommentaren zu den für Westfalen wichtigen Flurnamen erschienen.

## Publikationsreihen

### Niederdeutsches Wort
Das 1960 gegründete Jahrbuch Niederdeutsches Wort verzeichnet bisher 64 Bände (Stand: 2023) und erscheint im Aschendorff Verlag (Münster). Es ist eines der wichtigsten Organe der niederdeutschen Philologie.

### Niederdeutsche Studien
Die Buchreihe Niederdeutsche Studien wurde 1954 gegründet und erscheint im Böhlau Verlag (Köln, Weimar, Wien). Veröffentlicht wurden bisher 65 Monographien und Sammelbände.

### Westfälische Beiträge zur niederdeutschen Philologie
In der 1991 gegründeten Buchreihe Westfälische Beiträge werden kleinere Studien zum Niederdeutschen herausgegeben. Sie erscheinen im Ardey Verlag (Münster). Bisher (Stand 2024) sind 23 Bände zu verzeichnen.

### Westfälische Mundarten
Die 2017 gegründete Buchreihe Westfälische Mundarten erscheint im Aschendorff Verlag (Münster). In farbig illustrierten Bänden werden die einzelnen westfälischen Mundartregionen vorgestellt. Bisher sind drei Bände erschienen.

### Familiennamen in Westfalen
Die 2018 gegründete Reihe Familienamen in Westfalen zählt derzeit drei Hefte und erscheint bis zu dessen Einstellung im Ardey Verlag (Münster). 

## Werke
- Westfälisches Wörterbuch, Bd. I–V: A bis Ypern (vollständig), erschienen 1973 bis 2021
- Westfälischer Flurnamenatlas, Lfg. 1–5 (vollständig), erschienen 2000 bis 2012